# سیران هوسپیان
سیران هوسپیان (؛ ۴ دسامبر ۱۹۶۱ – ۱۳ ژانویهٔ ۲۰۰۸) بازیکن فوتبال اهل ارمنستان بود.

## باشگاهی
وی نخستین بازی حرفه ای خود را در لیگ دسته اول شوروی در سال ۱۹۸۰ در ترکیب باشگاه فوتبال دینامو استاوروپول انجام داد.
از باشگاه‌هایی که در آن هوسپیان بازی کرده‌است می‌توان به دینامو استاوروپول، ماشوک-کی‌ام‌وی پیتیگورسک، آرارات ایروان، هبار پازارجیک، دینامو جی‌تی‌سی استاوروپول و هومنمن ای‌ای بیروت اشاره کرد.

## درگذشت
وی در تاریخ ۱۳ ژانویه ۲۰۰۸ در سن ۴۶ سالگی به علت نارسایی قلبی درگذشت.